# Ludovico Nabruzzi
Ludovico Nabruzzi (* 27. Juni 1846 in Ravenna; † 23. September 1920 ebenda) war ein sozialistischer Agitator und diente unter anderem als Buchhalter bei Michail Bakunin während dessen Aufenthalts in Minusio (1872–1873). Schon früh war der Student der Rechtswissenschaften Mitglied der Internationalen Arbeiter-Assoziation.

## Leben
1872 schloss sich Nabruzzi der föderalistischen antiautoritären Internationale von Saint-Imier an und zog nach Lugano, wo er hin und wieder als Schreiber arbeitete. Er veröffentlichte 1875 die Zeitschrift "L'Agitatore" (Der Agitator), welche in fünf Nummern erschien, und spaltete die Sektion Ceresio von der Internationale ab.
1877 wurde er in Paris verhaftet, und 1881 nahm er in Chiasso am Parteitag der norditalienischen Sozialisten teil. Im selben Jahr kehrte er nach Italien zurück, wo er bis zu seinem Tode verblieb.